# División de Honor Plata femenina de Balonmano 2024-25
La División de Honor Plata femenina de balonmano 2024-25 es la tercera temporada de la competición de liga de la tercera categoría del balonmano femenino en España, la División de Honor Plata femenina de balonmano.
La División se dividió entre 4 grupos con los mismos equipos (14 cada uno), que se enfrenta en formato liguilla, a ida y vuelta.  
En octubre del 2024, con tan sólo 4 jornadas disputadas, el Salud Tenerife se retira de la competición, dejando el grupo A con tan sólo 13 equipos.

## Equipos
| Grupo A                                    | Com.                               | Grupo B                                                   | Com.                               |
| ------------------------------------------ | ---------------------------------- | --------------------------------------------------------- | ---------------------------------- |
| Hand Vall Valladolid                       | Bandera de Castilla y León         | Aiala Zarautz Z.K.E.                                      | Bandera del País Vasco             |
| C. B. Romade                               | Bandera de Canarias                | Berango Urduluz Eskubaloia                                | Bandera del País Vasco             |
| Oliveira & Faro Saeplast Cañiza            | Bandera de Galicia                 | Anabel Lee Camargo 74                                     | Bandera de Cantabria               |
| Juventud Las Palmas                        | Bandera de Canarias                | Caja Viva Blendio Sinfín Santander                        | Bandera de Asturias                |
| Club Balonmano Gijón                       | Bandera de Asturias                | Kukullaga Etxebarri                                       | Bandera del País Vasco             |
| Rubensa Indupor BM Porriño                 | Bandera de Galicia                 | Grupo Kursaal Basauri                                     | Bandera del País Vasco             |
| SAR Rodavigo                               | Bandera de Galicia                 | Loizaga                                                   | Bandera de Cantabria               |
| Club Deportivo Balonmano Fuentes Carrionas | Bandera de Castilla y León         | Schär Colores Zaragoza                                    | Bandera de Aragón                  |
| Alegra BM Sanse                            | Bandera de la Comunidad de Madrid  | BM. Loyola                                                | Bandera de Navarra                 |
| Club Balonmano Getasur                     | Bandera de la Comunidad de Madrid  | Lauko Ermuko Errotobarri                                  | Bandera del País Vasco             |
| Balonmano Leganés                          | Bandera de la Comunidad de Madrid  | MEK Eibar Eskubaloia                                      | Bandera del País Vasco             |
| Rocasa Gran Canaria                        | Bandera de Canarias                | Replasa Beti-Onak                                         | Bandera de Navarra                 |
| Balonmano Santa Cruz de Tenerife           | Bandera de Canarias                | Bera Bera                                                 | Bandera del País Vasco             |
| Inelsa Solar Asmubal Meaño                 | Bandera de Galicia                 | Gala Gar Toper Zaragoza Bm La Jota                        | Bandera de Aragón                  |
| Grupo C                                    |                                    | Grupo D                                                   |                                    |
| Mubak BM La Roca                           | Bandera de Cataluña                | DEZA CBM                                                  | Bandera de Andalucía               |
| AB Investments Joventut Mataró             | Bandera de Cataluña                | Gestoría Bravo C. Bm. Colegio San Francisco de Asís Mijas | Bandera de Andalucía               |
| OAR Gracia Sabadell                        | Bandera de Cataluña                | Helvetia Montequinto                                      | Bandera de Andalucía               |
| Club Handbol Amposta                       | Bandera de Cataluña                | Club Balonmano Alcobendas                                 | Bandera de la Comunidad de Madrid  |
| Club Handbol Gavà                          | Bandera de Cataluña                | Madrid Base Villaverde                                    | Bandera de la Comunidad de Madrid  |
| Club Almassora Balonmano                   | Bandera de la Comunidad Valenciana | Club Bm Estudiantes                                       | Bandera de Ceuta                   |
| Redi Handbol Onda                          | Bandera de la Comunidad Valenciana | atticgo Bm Elche                                          | Bandera de la Comunidad Valenciana |
| Fundación Handbol Sant Vicenç              | Bandera de Cataluña                | ID Energy Caserío                                         | Bandera de Castilla-La Mancha      |
| Lleida Handbol Club                        | Bandera de Cataluña                | Balonmano Casa Álvarez Imperial                           | Bandera de Castilla-La Mancha      |
| Club Handbol Palautordera-Salicru          | Bandera de Cataluña                | Servigroup Hoteles Benidorm                               | Bandera de la Comunidad Valenciana |
| MGC Mutua Handbol Ribes                    | Bandera de Cataluña                | UCAM Balonmano Murcia                                     | Bandera de la Región de Murcia     |
| Levante UD Bm Marni                        | Bandera de la Comunidad Valenciana | Melilla Ciudad del Deporte Bm-T Maravilla                 | Bandera de Melilla                 |
| Handbol Sant Joan Despí A                  | Bandera de Cataluña                | IKERSA Almería                                            | Bandera de Andalucía               |
| Handbol Sant Quirze                        | Bandera de Cataluña                | Balonmano Solucar                                         | Bandera de Andalucía               |

## Liga regular

### Grupo A
| | Equipo                                       | Puntos | J  | G  | E | P  | GF  | GC  | DG   |
| --- | -------------------------------------------- | ------ | -- | -- | - | -- | --- | --- | ---- |
| 1 | Inelsa Solar Asmubal Meaño                   | 43     | 24 | 21 | 1 | 2  | 797 | 614 | 183  |
| 2 | Club Balonmano Gijón                         | 42     | 24 | 21 | 0 | 3  | 723 | 587 | 136  |
| 3 | Club Balonmano Getasur                       | 33     | 24 | 16 | 1 | 7  | 713 | 596 | 117  |
| 4 | Oliveira & Faro Saeplast Cañiza              | 33     | 24 | 16 | 1 | 7  | 708 | 606 | 102  |
| 5 | Rocasa Gran Canaria                          | 31     | 24 | 15 | 1 | 8  | 671 | 581 | 90   |
| 6 | Grupo CHR Hand Vall Valladolid               | 26     | 24 | 13 | 0 | 11 | 658 | 650 | 8    |
| 7 | SAR Rodavigo                                 | 26     | 24 | 12 | 2 | 10 | 695 | 658 | 37   |
| 8 | Alegra BM Sanse                              | 24     | 24 | 11 | 2 | 11 | 658 | 630 | 28   |
| 9 | Rubensa Indupor BM Porriño                   | 21     | 24 | 10 | 1 | 13 | 618 | 636 | -18  |
| 10 | Balonmano Leganés                            | 17     | 24 | 8  | 1 | 15 | 684 | 678 | 6    |
| 11 | C. B. Romade                                 | 8      | 24 | 4  | 0 | 20 | 541 | 765 | -224 |
| 12 | Club Deportivo Balonmano Fuentes Carrionas   | 6      | 24 | 2  | 2 | 20 | 625 | 807 | -182 |
| 13 | Juventud Las Palmas                          | 2      | 24 | 1  | 0 | 23 | 499 | 782 | -283 |
| 14 | Balonmano Santa Cruz de Tenerife* RETIRADO * | 0      | 0  | 0  | 0 | 0  | 0   | 0   | 0    |
| Fuente: Federación Española de Balonmano: Clasificación de la División de Honor Plata Femenina - Grupo A; actualización automática |                                              |        |    |    |   |    |     |     |      |

### Grupo B
| | Equipo                              | Puntos | J  | G  | E | P  | GF  | GC  | DG   |
| --- | ----------------------------------- | ------ | -- | -- | - | -- | --- | --- | ---- |
| 1 | BM Schär Colores Zaragoza           | 49     | 26 | 24 | 1 | 1  | 779 | 540 | 239  |
| 2 | Lauko Ermuko Errotobarri            | 44     | 26 | 21 | 2 | 3  | 664 | 530 | 134  |
| 3 | Replasa Beti-Onak                   | 40     | 26 | 20 | 0 | 6  | 670 | 564 | 106  |
| 4 | Grupo Kursaal Basauri               | 30     | 26 | 15 | 0 | 11 | 708 | 640 | 68   |
| 5 | Gala GAR TOPER Zaragoza Bm. La Jota | 27     | 26 | 13 | 1 | 12 | 706 | 687 | 19   |
| 6 | Balonmano Bera Bera                 | 27     | 26 | 12 | 3 | 11 | 640 | 616 | 24   |
| 7 | Kukullaga Etxebarri                 | 26     | 26 | 11 | 4 | 11 | 607 | 609 | -2   |
| 8 | Loizaga                             | 25     | 26 | 12 | 1 | 13 | 664 | 674 | -10  |
| 9 | BM. Loyola                          | 24     | 26 | 11 | 2 | 13 | 666 | 708 | -42  |
| 10 | AIALA ZARAUTZ Z.K.E.                | 22     | 26 | 10 | 2 | 14 | 695 | 729 | -34  |
| 11 | Anabel Lee Camargo 74               | 22     | 26 | 11 | 0 | 15 | 566 | 594 | -28  |
| 12 | MEK Eibar Eskubaloia                | 18     | 26 | 6  | 6 | 14 | 538 | 623 | -85  |
| 13 | Caja Viva Blendio Sinfín Santander  | 8      | 26 | 4  | 0 | 22 | 548 | 705 | -157 |
| 14 | Berango Urduluz Eskubaloia          | 2      | 26 | 1  | 0 | 25 | 534 | 766 | -232 |
| Fuente: Federación Española de Balonmano: Clasificación de la División de Honor Plata Femenina - Grupo B; actualización automática |                                     |        |    |    |   |    |     |     |      |

### Grupo C
| | Equipo                              | Puntos | J  | G  | E | P  | GF  | GC  | DG   |
| --- | ----------------------------------- | ------ | -- | -- | - | -- | --- | --- | ---- |
| 1 | OAR Gracia Sabadell                 | 46     | 26 | 22 | 2 | 2  | 803 | 671 | 132  |
| 2 | Lleida Handbol Club                 | 44     | 26 | 21 | 2 | 3  | 769 | 645 | 124  |
| 3 | Redi Handbol Onda                   | 38     | 26 | 19 | 0 | 7  | 773 | 674 | 99   |
| 4 | HANDBOL SANT JOAN DESPI A           | 35     | 26 | 16 | 3 | 7  | 768 | 695 | 73   |
| 5 | FUNDACIO HANDBOL SANT VICENÇ        | 29     | 26 | 13 | 3 | 10 | 692 | 690 | 2    |
| 6 | Levante UD Bm Marni                 | 27     | 26 | 12 | 3 | 11 | 685 | 645 | 40   |
| 7 | MGM Mutua Handbol Ribes             | 25     | 26 | 12 | 1 | 13 | 681 | 667 | 14   |
| 8 | Club Almassora Balonmano            | 24     | 26 | 11 | 2 | 13 | 703 | 716 | -13  |
| 9 | CLUB HANDBOL PALAUTORDERA - SALICRU | 23     | 26 | 10 | 3 | 13 | 673 | 694 | -21  |
| 10 | Mubak BM La Roca                    | 23     | 26 | 10 | 3 | 13 | 717 | 715 | 2    |
| 11 | Handbol Sant Quirze                 | 21     | 26 | 10 | 1 | 15 | 663 | 684 | -21  |
| 12 | AB Investments Joventut Mataró      | 18     | 26 | 7  | 4 | 15 | 666 | 722 | -56  |
| 13 | HANDBOL GAVÀ                        | 9      | 26 | 4  | 1 | 21 | 627 | 790 | -163 |
| 14 | Club Handbol Amposta                | 2      | 26 | 1  | 0 | 25 | 609 | 821 | -212 |
| Fuente: Federación Española de Balonmano: Clasificación de la División de Honor Plata Femenina - Grupo C; actualización automática |                                     |        |    |    |   |    |     |     |      |

### Grupo D
| | Equipo                                                    | Puntos | J  | G  | E | P  | GF  | GC  | DG   |
| --- | --------------------------------------------------------- | ------ | -- | -- | - | -- | --- | --- | ---- |
| 1 | Balonmano Casa Álvarez Imperial                           | 41     | 26 | 20 | 1 | 5  | 723 | 608 | 115  |
| 2 | DEZA CBM                                                  | 39     | 26 | 18 | 3 | 5  | 708 | 646 | 62   |
| 3 | Club Bm Estudiantes                                       | 39     | 26 | 19 | 1 | 6  | 741 | 631 | 110  |
| 4 | Gestoría Bravo C. Bm. Colegio San Francisco de Asís Mijas | 34     | 26 | 16 | 2 | 8  | 720 | 682 | 38   |
| 5 | atticgo Bm Elche                                          | 31     | 26 | 15 | 2 | 9  | 650 | 598 | 52   |
| 6 | UCAM Balonmano Murcia                                     | 29     | 26 | 13 | 3 | 10 | 726 | 682 | 44   |
| 7 | Helvetia Montequinto                                      | 28     | 26 | 13 | 2 | 11 | 709 | 631 | 78   |
| 8 | Club Balonmano Alcobendas                                 | 28     | 26 | 13 | 2 | 11 | 718 | 709 | 9    |
| 9 | Melilla Ciudad del Deporte Bm-T Maravilla                 | 21     | 26 | 10 | 1 | 15 | 638 | 689 | -51  |
| 10 | Madrid Base Villaverde                                    | 20     | 26 | 8  | 4 | 14 | 607 | 651 | -44  |
| 11 | ID Energy Caserío                                         | 19     | 26 | 9  | 1 | 16 | 640 | 677 | -37  |
| 12 | IKERSA Almería                                            | 16     | 26 | 7  | 2 | 17 | 615 | 745 | -130 |
| 13 | Club Balonmano Solúcar                                    | 9      | 26 | 4  | 1 | 21 | 607 | 733 | -126 |
| 14 | BM Servigroup Benidorm                                    | 9      | 26 | 4  | 1 | 21 | 665 | 785 | -120 |
| Fuente: Federación Española de Balonmano: Clasificación de la División de Honor Plata Femenina - Grupo D; actualización automática |                                                           |        |    |    |   |    |     |     |      |

## Fase final

### Eliminatoria previa
La eliminatoria previa de la fase final, a doble partido, se jugará la ida, el 26 y el 27 de abril, en casa del segundo clasificado y el 3 o 4 de mayo de 2025, en casa del primer clasificado. En el sorteo, dirigido, no podían enfrentarse equipos del mismo grupo. 
- Lauko Ermuko Errotobarri vs Balonmano Casa Álvarez Imperial
- Lleida Handbol Club vs Inelsa Solar Asmubal Meaño
- Deza CBM vs Schär Colores Zaragoza
- Balonmano Gijón vs OAR Gracia Sabadell

### Grupo por el ascenso
Tras las eliminatorias previas llegaron a la última fase, en el que se jugaban en un todos contra todos. Los equipos participantes en la última fase fueron Lauko Ermuko Errotobarri, Schär Colores Zaragoza, OAR Gracia Sabadell y Lleida Handbol Club. 
| Pos. | Club                     | Pt | J | G | E | P | GF | GC | Dif. |
| ---- | ------------------------ | -- | - | - | - | - | -- | -- | ---- |
| 1    | Lleida Handbol Club      | 4  | 3 | 2 | 0 | 1 | 75 | 78 | -3   |
| 2    | OAR Gracia Sabadell      | 4  | 3 | 2 | 0 | 1 | 85 | 80 | 5    |
| 3    | Schär Colores Zaragoza   | 3  | 3 | 1 | 1 | 1 | 83 | 77 | 6    |
| 4    | Lauko Ermuko Errotobarri | 1  | 3 | 0 | 1 | 2 | 68 | 76 | -8   |

## Ascenso a División de Honor Oro
Los equipos que ganaron el ascenso a División de Honor Oro fueron el Lleida Handbol Club y el OAR Gracia Sabadell pero el equipo de Sabadell decidió renunciar al no poder hacer frente a los derechos federativos y al incremento de presupuesto necesario. En su lugar ascendió el Schär Colores Zaragoza.